# NGC 36
NGC 36 ist eine Balken-Spiralgalaxie mit aktivem Galaxienkern vom Hubble-Typ SBb im Sternbild Fische auf der Ekliptik. Sie ist schätzungsweise 275 Millionen Lichtjahre von der Milchstraße entfernt und hat einen Durchmesser von etwa 175.000 Lichtjahren.
Das Objekt wurde am 25. Oktober 1785 von dem deutsch-britischen Astronomen Wilhelm Herschel entdeckt.